# サンクトペテルブルク美術大学
サンクトペテルブルク美術大学（英語: 、公用語表記: Санкт-Петербургский государственный институт живописи, скульптуры и архитектуры имени И. Е. Репина）は、ロシア連邦サンクトペテルブルクに本部を置くロシアの国立大学。1991年創立、1757年大学設置。
正式名は「イリヤ・レーピン名称サンクトペテルブルク国立絵画・彫刻・建築学院」で、文字通り絵画・彫刻・建築学科がある。

## 沿革
1757年に設立されたロシア帝国美術アカデミーが母体となっていて、現在でも「美術アカデミー」あるいは「レーピン学院」（ロシア語: Институт Искусств им. Репина、 英語：英語: Repin Institute of Arts）とも呼ばれている。

### ロシア帝国時代
1757年に当時の首都サンクトペテルブルクのワシリエフスキー島に設立され、1764年にエカチェリーナ2世が「帝国美術アカデミー」と命名した。

### ソ連時代
1933年に「ロシア美術アカデミー」、1947年に「ソヴィエト連邦美術アカデミー」と改称された。

### 現在
1991年にロシア美術アカデミーに名称を復帰し、正式名を「イリヤ・レーピン名称サンクトペテルブルク国立絵画・彫刻・建築学院」としている。

## キャンパス・施設
サンクトペテルブルクのワシリエフスキー島にある。

## 学部・教育体制
絵画・彫刻・建築学科がある。

## 参照項目
- ロシア帝国美術アカデミー（ロシア語版、英語版）
- モスクワ美術大学（Moscow School of Painting, Sculpture and Architecture）